# Liocranum inornatum
Espèce
Synonymes
- Zora inornata L. Koch, 1882
- Liocranum variabilis Wunderlich, 2008

Liocranum inornatum est une espèce d'araignées aranéomorphes de la famille des Liocranidae.

## Distribution
Cette espèce est endémique de Majorque aux Baléares en Espagne.

## Description
Les mâles mesurent de 4,9 à 5,6 mm et les femelles de 8,0 à 8,6 mm.

## Publication originale
- L. Koch, 1882 : Zoologische Ergebnisse von excursionen auf den Balearen. II: Arachniden und Myriapoden. erhandlungen der Zoologisch-Botanischen Gesellschaft in Wien, vol. 31, p. 625-678 (texte intégral).